# Mamutaki
Mamutaki – rząd (Aepyornithiformes) oraz rodzina (Aepyornithidae) ptaków wymarłych w czasach historycznych z podgromady ptaków nowoczesnych Neornithes. Mamutaki były endemitami Madagaskaru. Zaliczany do tej rodziny gatunek Vorombe titan był największym znanym ptakiem, jaki kiedykolwiek żył na Ziemi; znane osobniki zaliczane do tego gatunku osiągały masę ciała szacowaną na 536–732 kg. Dochodziły do trzech metrów wysokości. Żyły ówcześnie z ludźmi. Nie wiadomo dokładnie kiedy wymarły. W czasach przybycia na Madagaskar pierwszych Europejczyków (XVI wiek), były już wymarłe, z kolei najmłodsze skorupy jaj tych ptaków datowane są na około 1000 rok. Na tej podstawie można stwierdzić, że mamutaki wyginęły między X a XVI wiekiem.

## Systematyka
W XIX wieku wiele znajdowanych szkieletów było opisywanych jako oddzielne gatunki. W XX wieku zazwyczaj wyróżniano cztery gatunki w rodzaju Aepyornis. Współcześnie istnieje tendencja, aby wszystkie domniemane gatunki tego rodzaju klasyfikować jedynie jako przedstawicieli jednego gatunku, Aepyornis maximus. Podobne tendencje istnieją w stosunku do rodzaju Mullerornis, całkowita liczba gatunków mamutaków wynosiłaby więc od dwóch do ośmiu.
- Rząd: mamutaki (Aepyornithiformes)
  - Rodzina: mamutaki (Aepyornithidae)[4]
    - Rodzaj: Aepyornis
      - mamutak (Aepyornis maximus syn. A. medius, A. cursor)
      - Aepyornis hildebrandti syn. A. lentus, A. gracilis
      - Aepyornis grandidieri? (gatunek opisany na podstawie skorupek jaj)[1]
      - Aepyornis mulleri? (nieuwzględniony w analizie Hansforda i Turveya (2018)[1])

    - Rodzaj: Mullerornis
      - Mullerornis modestus, syn. Aepyornis modestus, M. agilis, M. betsilei, M. rudis, Flacourtia rudis
      - Mullerornis grandis? (znane kości zniszczone wskutek pożaru w 1995 roku[1])

    - Rodzaj: Vorombe
      - Vorombe titan syn. Aepyornis titan, Aepyornis ingens